# 本杰明·莱纳斯
本杰明·莱纳斯（Benjamin Linus），亦即是班（Ben）是美國廣播公司懸疑類電視連續劇《迷失》的角色之一，由迈克尔·爱默生（Michael Emerson）飾演。